# فاسق
الفاسقُ وجمعه: فسقة وفساق، ومؤنثه فاسقة وجمعها: فواسق. في اللغة هو الخروج عن الشيء المعتاد أي فاجر وخارج عن طريق الحق والصلاح. ومنه قيل للفاره فويسقة فهي تفسق عن جادة طريقها أي تخرج وتنحرف ومنه قولهم فسق الرطب إذا خرج عن قشره. قال الراغب الإصفهاني: فَسَقَ فلانٌ: خرج عن حجر الشرع، وذلك من قوله: فَسَقَ الرُطبُ، إذا خرج عن قشره.
وأصطلاحاً فسق عن طاعة ربه إذ خرج عنها. هو كل من فعل حراما أو ترك واجبا، فهو غير العادل. فمعنى الفسق في المصطلح الشرعي هو خروج الإنسان عن حدود الشرع وانتهاك قوانينه بالسيئات وارتكاب المحرمات وهي الكبائر أو الإصرار على الصغائر واعظمه الخروج الكلي بالكفر ثم البدعة ثم الكبائر.

## الفسق والفاسقين في القرآن العظيم
فالفسق هو الخروج عن طاعة الله فإن كان بالشرك أو الكفر أو الإلحاد أو الزندقة كان فسقا أكبرا.
- ": الفاسق الْفَاجِرُ الَّذِي لاَ يَتَوَرَّعُ عَنِ ارْتِكَابِ الْمُوبِقَاتِ وَالْفَوَاحِشِ. ودليله قوله تعالى:
- سورة الحجرات: ﴿يَا أَيُّهَا الَّذِينَ آمَنُوا إِنْ جَاءَكُمْ فَاسِقٌ بِنَبَإٍ فَتَبَيَّنُوا أَنْ تُصِيبُوا قَوْمًا بِجَهَالَةٍ فَتُصْبِحُوا عَلَى مَا فَعَلْتُمْ نَادِمِينَ ۝٦﴾ [الحجرات:6].[2]
- سورة البقرة: ﴿وَلَقَدْ أَنْزَلْنَا إِلَيْكَ آيَاتٍ بَيِّنَاتٍ وَمَا يَكْفُرُ بِهَا إِلَّا الْفَاسِقُونَ ۝٩٩﴾ [البقرة:99][2]
- سورة الأحقاف: ﴿وَيَوْمَ يُعْرَضُ الَّذِينَ كَفَرُوا عَلَى النَّارِ أَذْهَبْتُمْ طَيِّبَاتِكُمْ فِي حَيَاتِكُمُ الدُّنْيَا وَاسْتَمْتَعْتُمْ بِهَا فَالْيَوْمَ تُجْزَوْنَ عَذَابَ الْهُونِ بِمَا كُنْتُمْ تَسْتَكْبِرُونَ فِي الْأَرْضِ بِغَيْرِ الْحَقِّ وَبِمَا كُنْتُمْ تَفْسُقُونَ ۝٢٠﴾ [الأحقاف:20][2]
- سورة يونس: ﴿كَذَلِكَ حَقَّتْ كَلِمَةُ رَبِّكَ عَلَى الَّذِينَ فَسَقُوا أَنَّهُمْ لَا يُؤْمِنُونَ ۝٣٣﴾ [يونس:33][2]
- سورة السجدة: ﴿وَأَمَّا الَّذِينَ فَسَقُوا فَمَأْوَاهُمُ النَّارُ كُلَّمَا أَرَادُوا أَنْ يَخْرُجُوا مِنْهَا أُعِيدُوا فِيهَا وَقِيلَ لَهُمْ ذُوقُوا عَذَابَ النَّارِ الَّذِي كُنْتُمْ بِهِ تُكَذِّبُونَ ۝٢٠﴾ [السجدة:20][2]
- سورة الأنعام: ﴿وَلَا تَأْكُلُوا مِمَّا لَمْ يُذْكَرِ اسْمُ اللَّهِ عَلَيْهِ وَإِنَّهُ لَفِسْقٌ وَإِنَّ الشَّيَاطِينَ لَيُوحُونَ إِلَى أَوْلِيَائِهِمْ لِيُجَادِلُوكُمْ وَإِنْ أَطَعْتُمُوهُمْ إِنَّكُمْ لَمُشْرِكُونَ ۝١٢١﴾ [الأنعام:121][2]
- سورة الحجرات: ﴿وَاعْلَمُوا أَنَّ فِيكُمْ رَسُولَ اللَّهِ لَوْ يُطِيعُكُمْ فِي كَثِيرٍ مِنَ الْأَمْرِ لَعَنِتُّمْ وَلَكِنَّ اللَّهَ حَبَّبَ إِلَيْكُمُ الْإِيمَانَ وَزَيَّنَهُ فِي قُلُوبِكُمْ وَكَرَّهَ إِلَيْكُمُ الْكُفْرَ وَالْفُسُوقَ وَالْعِصْيَانَ أُولَئِكَ هُمُ الرَّاشِدُونَ ۝٧﴾ [الحجرات:7][2]
- سورة الأعراف: ﴿وَكَتَبْنَا لَهُ فِي الْأَلْوَاحِ مِنْ كُلِّ شَيْءٍ مَوْعِظَةً وَتَفْصِيلًا لِكُلِّ شَيْءٍ فَخُذْهَا بِقُوَّةٍ وَأْمُرْ قَوْمَكَ يَأْخُذُوا بِأَحْسَنِهَا سَأُرِيكُمْ دَارَ الْفَاسِقِينَ ۝١٤٥﴾ [الأعراف:145][2]
- سورة الإسراء: ﴿وَإِذَا أَرَدْنَا أَنْ نُهْلِكَ قَرْيَةً أَمَرْنَا مُتْرَفِيهَا فَفَسَقُوا فِيهَا فَحَقَّ عَلَيْهَا الْقَوْلُ فَدَمَّرْنَاهَا تَدْمِيرًا ۝١٦﴾ [الإسراء:16][2]

و مثال ذلك ما جاء في القرآن الكريم بالنسبة إلى إبليس حيث خرج عن طاعة الله عزَّ وجَلَّ.قال الله عزَّ وجَلَّ:
- سورة الكهف: ﴿وَإِذْ قُلْنَا لِلْمَلَائِكَةِ اسْجُدُوا لِآدَمَ فَسَجَدُوا إِلَّا إِبْلِيسَ كَانَ مِنَ الْجِنِّ فَفَسَقَ عَنْ أَمْرِ رَبِّهِ أَفَتَتَّخِذُونَهُ وَذُرِّيَّتَهُ أَوْلِيَاءَ مِنْ دُونِي وَهُمْ لَكُمْ عَدُوٌّ بِئْسَ لِلظَّالِمِينَ بَدَلًا ۝٥٠﴾ [الكهف:50][2]
- سورة السجدة: ﴿وَأَمَّا الَّذِينَ فَسَقُوا فَمَأْوَاهُمُ النَّارُ كُلَّمَا أَرَادُوا أَنْ يَخْرُجُوا مِنْهَا أُعِيدُوا فِيهَا وَقِيلَ لَهُمْ ذُوقُوا عَذَابَ النَّارِ الَّذِي كُنْتُمْ بِهِ تُكَذِّبُونَ ۝٢٠﴾ [السجدة:20][2]

وان كان بارتكاب كبيرة لم يتب منها كالزنا وشرب الخمر أو إدمان صغيرة يصر عليها ولم يتب حتى تعرف عنه فتلك كبيرة.

## الفاسق عند أهل السنة والجماعة
هو من ارتكب كبيرة من كبائر الذنوب دون الشرك فهو يُسَمّى فاسقًا ساقط العدالة، لا تقبل شهادته ولا يُقبَلُ خبره.
وهو ليس بكافر بل هو مؤمن ولكنه ناقص الإيمان. لا تقبل شهادته ولا يعتبر عدلاً حتى يتوب إلى الله ـ عز وجل ـ مما ارتكب. ثم تعود إليه العدالة، كما قال سبحانه وتعالى:
- سورة النور: ﴿وَالَّذِينَ يَرْمُونَ الْمُحْصَنَاتِ ثُمَّ لَمْ يَأْتُوا بِأَرْبَعَةِ شُهَدَاءَ فَاجْلِدُوهُمْ ثَمَانِينَ جَلْدَةً وَلَا تَقْبَلُوا لَهُمْ شَهَادَةً أَبَدًا وَأُولَئِكَ هُمُ الْفَاسِقُونَ ۝٤ إِلَّا الَّذِينَ تَابُوا مِنْ بَعْدِ ذَلِكَ وَأَصْلَحُوا فَإِنَّ اللَّهَ غَفُورٌ رَحِيمٌ ۝٥﴾ [النور:4–5][2]
- عن ابن عباس باسناد جيد كما قال ابن مفلح في الآداب: لاصغيرة مع اصرار ولاكبيرة مع استغفار

ومن هذا تعريف العلماء للعدل وضده الفاسق فقالوا العدل السالم من اسباب الفسق وخوارم المروءة فعندهم يكون عندهم المصلي فاسق إذا كان مرتكبا لكبيرة لم يتب منها فترد روايته
- وتارة يكون الفسق بالشهوة وتارة بالشبه والبدعة فالأول ظاهر وقد تقدم والثاني كمن خالف أصلا كالخوارج الذين يقتلون أهل الإسلام ويدعون أهل الأوثان كلاب النار.

ولكن ينبغي العلم ولو بغلية الظن ببلوغ المفسق الحجة على أن مايتعاطاه كبيرة أو صغيره الإصرار عليها كبيرة واما الجاهل فلايفسق

## أنواع الفسق في الإسلام
الفسق منه ما هو أكبر ومنه ما هو أصغر:

### الفسق الأكبر
- فالأكبر كما في قوله تعالى:سورة النور: ﴿وَعَدَ اللَّهُ الَّذِينَ آمَنُوا مِنْكُمْ وَعَمِلُوا الصَّالِحَاتِ لَيَسْتَخْلِفَنَّهُمْ فِي الْأَرْضِ كَمَا اسْتَخْلَفَ الَّذِينَ مِنْ قَبْلِهِمْ وَلَيُمَكِّنَنَّ لَهُمْ دِينَهُمُ الَّذِي ارْتَضَى لَهُمْ وَلَيُبَدِّلَنَّهُمْ مِنْ بَعْدِ خَوْفِهِمْ أَمْنًا يَعْبُدُونَنِي لَا يُشْرِكُونَ بِي شَيْئًا وَمَنْ كَفَرَ بَعْدَ ذَلِكَ فَأُولَئِكَ هُمُ الْفَاسِقُونَ ۝٥٥﴾ [النور:55].[2]
- قوله تعالى:سورة التوبة: ﴿الْمُنَافِقُونَ وَالْمُنَافِقَاتُ بَعْضُهُمْ مِنْ بَعْضٍ يَأْمُرُونَ بِالْمُنْكَرِ وَيَنْهَوْنَ عَنِ الْمَعْرُوفِ وَيَقْبِضُونَ أَيْدِيَهُمْ نَسُوا اللَّهَ فَنَسِيَهُمْ إِنَّ الْمُنَافِقِينَ هُمُ الْفَاسِقُونَ ۝٦٧﴾ [التوبة:67].[2]
- وقوله عن إبليس:سورة الكهف: ﴿وَإِذْ قُلْنَا لِلْمَلَائِكَةِ اسْجُدُوا لِآدَمَ فَسَجَدُوا إِلَّا إِبْلِيسَ كَانَ مِنَ الْجِنِّ فَفَسَقَ عَنْ أَمْرِ رَبِّهِ أَفَتَتَّخِذُونَهُ وَذُرِّيَّتَهُ أَوْلِيَاءَ مِنْ دُونِي وَهُمْ لَكُمْ عَدُوٌّ بِئْسَ لِلظَّالِمِينَ بَدَلًا ۝٥٠﴾ [الكهف:50].

### الفسق الأصغر
وأما الأصغر: ففي قوله تعالى:سورة البقرة: ﴿يَا أَيُّهَا الَّذِينَ آمَنُوا إِذَا تَدَايَنْتُمْ بِدَيْنٍ إِلَى أَجَلٍ مُسَمًّى فَاكْتُبُوهُ وَلْيَكْتُبْ بَيْنَكُمْ كَاتِبٌ بِالْعَدْلِ وَلَا يَأْبَ كَاتِبٌ أَنْ يَكْتُبَ كَمَا عَلَّمَهُ اللَّهُ فَلْيَكْتُبْ وَلْيُمْلِلِ الَّذِي عَلَيْهِ الْحَقُّ وَلْيَتَّقِ اللَّهَ رَبَّهُ وَلَا يَبْخَسْ مِنْهُ شَيْئًا فَإِنْ كَانَ الَّذِي عَلَيْهِ الْحَقُّ سَفِيهًا أَوْ ضَعِيفًا أَوْ لَا يَسْتَطِيعُ أَنْ يُمِلَّ هُوَ فَلْيُمْلِلْ وَلِيُّهُ بِالْعَدْلِ وَاسْتَشْهِدُوا شَهِيدَيْنِ مِنْ رِجَالِكُمْ فَإِنْ لَمْ يَكُونَا رَجُلَيْنِ فَرَجُلٌ وَامْرَأَتَانِ مِمَّنْ تَرْضَوْنَ مِنَ الشُّهَدَاءِ أَنْ تَضِلَّ إِحْدَاهُمَا فَتُذَكِّرَ إِحْدَاهُمَا الْأُخْرَى وَلَا يَأْبَ الشُّهَدَاءُ إِذَا مَا دُعُوا وَلَا تَسْأَمُوا أَنْ تَكْتُبُوهُ صَغِيرًا أَوْ كَبِيرًا إِلَى أَجَلِهِ ذَلِكُمْ أَقْسَطُ عِنْدَ اللَّهِ وَأَقْوَمُ لِلشَّهَادَةِ وَأَدْنَى أَلَّا تَرْتَابُوا إِلَّا أَنْ تَكُونَ تِجَارَةً حَاضِرَةً تُدِيرُونَهَا بَيْنَكُمْ فَلَيْسَ عَلَيْكُمْ جُنَاحٌ أَلَّا تَكْتُبُوهَا وَأَشْهِدُوا إِذَا تَبَايَعْتُمْ وَلَا يُضَارَّ كَاتِبٌ وَلَا شَهِيدٌ وَإِنْ تَفْعَلُوا فَإِنَّهُ فُسُوقٌ بِكُمْ وَاتَّقُوا اللَّهَ وَيُعَلِّمُكُمُ اللَّهُ وَاللَّهُ بِكُلِّ شَيْءٍ عَلِيمٌ ۝٢٨٢﴾ [البقرة:282].
وكما في حديث: سباب المسلم فسوق.
- ذكر العلامة صالح الفوزان :

الفاسق هو الذي يرتكب كبيرة من كبائر الذنوب، كالزنا والسرقة وشرب الخمر دون الشرك هذا هو الفاسق، ولا تجوز غيبته..
- الغيبة محرمة لكن إذا كان هذا من باب شكايته إلى ولي الأمر، يقول فلان فعل كذا وفلان فعل كذا لأجل الأخذ على يده، فلان زنى فلان سرق فلان أخذ كذا من باب الانتصاف منه ورد المظالم إلى أهلها فلا بأس بذلك.

أما غيبته في المجالس بدون فائدة هذه لا يجوز لقوله
تعالى:سورة الحجرات: ﴿يَا أَيُّهَا الَّذِينَ آمَنُوا اجْتَنِبُوا كَثِيرًا مِنَ الظَّنِّ إِنَّ بَعْضَ الظَّنِّ إِثْمٌ وَلَا تَجَسَّسُوا وَلَا يَغْتَبْ بَعْضُكُمْ بَعْضًا أَيُحِبُّ أَحَدُكُمْ أَنْ يَأْكُلَ لَحْمَ أَخِيهِ مَيْتًا فَكَرِهْتُمُوهُ وَاتَّقُوا اللَّهَ إِنَّ اللَّهَ تَوَّابٌ رَحِيمٌ ۝١٢﴾ [الحجرات:12].
- هذا عام، إنما يجوز للمظلوم أن يشكوَ ظالمه عند الحاكم عند القاضي عند الأمير لأجل الوصول إلى حقه.
- ويجوز للمحتسب الذي يأمر بالمعروف ينهى عن المنكر أن يبلغ عن أصحاب الجرائم، كذلك المسؤول الأمني أيضا يجب عليه أن يبلغ عن أصحاب الجرائم لأجل الأخذ على أيديهم، وتطهير المجتمع من شرهم.[5]

## سِماتُ الفاسق
للفاسق سِماتٌ يُعرف بها وتُمَيِّزَهُ عن غيره، وقد سُئل نبينا المصطفى محمد (ﷺ) عن هذه السِّمات فأشار إلى أبرزها، وقال:
أما علامة الفاسق فأربعة: اللهو، واللغو، والعدوان، والبهتان.

### التعامل مع الفاسق
بعد أن اتضحت لنا سمات الفاسق لا بد وأن نتعامل معه بحذر شديد ذلك لأنه لا يتورع من الكذب والبهتان ويرتكب المعاصي والذنوب ويجري خلف أهوائه حتى على حساب مصلحة الأمة الإسلامية فلا يمكن الاعتماد عليه في شيء خاصة في كلامه إلا بعد التحقيق والتبَيُّن، لذا الله عزَّ وجَلَّ يقول:
- سورة الحجرات: ﴿يَا أَيُّهَا الَّذِينَ آمَنُوا إِنْ جَاءَكُمْ فَاسِقٌ بِنَبَإٍ فَتَبَيَّنُوا أَنْ تُصِيبُوا قَوْمًا بِجَهَالَةٍ فَتُصْبِحُوا عَلَى مَا فَعَلْتُمْ نَادِمِينَ ۝٦﴾ [الحجرات:6]

و هذه الآية المباركة نزلت في أحد الفاسقين وهو الوليد بن عقبة بن أبي معيط حيث بعثه النبي محمد (ﷺ وآله) إلى جباية صدقات بني المصطلق فلم يذهب اليهم بل إتهمهم بالردَّة والامتناع عن أداء الصدقات فنزلت الآية.
و لقد تواترت الأحاديث بأن المراد بالفاسق في هذه الآية هو الوليد بن عقبة بن أبي معيط، فقد ذكر الطبري في تفسيره عدداً من هذه الأحاديث نذكر منها حديثاً واحداً،
- رَوى الطبري، قال: حدثني محمد بن عمرو قال: حدثنا أبو عاصم، قال: حدثنا عيسى وحدثني الحارث قال: حدثنا الحسن قال: حدثنا ورقاء جميعاً، عن ابن أبي نجيح، عن مجاهد في قوله: «إن جاءكم فاسق بنبإ»، قال: الوليد بن عقبة بن أبي معيط، بعثه رسول الله (صلى الله عليه وآله) إلى بني المصطلق، ليُصَدِّقَهم، فتَلقَّوه بالهديَّة، فرجع إلى محمد (صلى الله عليه وآله)، فقال: إن بني المصطلق جَمَعَت لتقاتلك.
- وقال ابن عبد البر: لاخلاف بين أهل العلم بتاويل القرآن انها نزلت فيه - أي الوليد – .
- وقال ابن كثير: ذكر كثير من المفسرين ان هذه الآية نزلت في الوليد بن عقبة.

و قد أكَّدَ اللّهُ فسق الوليد في آية أخرى وهي قوله تعالى:
- سورة السجدة: ﴿أَفَمَنْ كَانَ مُؤْمِنًا كَمَنْ كَانَ فَاسِقًا لَا يَسْتَوُونَ ۝١٨ أَمَّا الَّذِينَ آمَنُوا وَعَمِلُوا الصَّالِحَاتِ فَلَهُمْ جَنَّاتُ الْمَأْوَى نُزُلًا بِمَا كَانُوا يَعْمَلُونَ ۝١٩ وَأَمَّا الَّذِينَ فَسَقُوا فَمَأْوَاهُمُ النَّارُ كُلَّمَا أَرَادُوا أَنْ يَخْرُجُوا مِنْهَا أُعِيدُوا فِيهَا وَقِيلَ لَهُمْ ذُوقُوا عَذَابَ النَّارِ الَّذِي كُنْتُمْ بِهِ تُكَذِّبُونَ ۝٢٠﴾ [السجدة:18–20]
- فقد رَوى الطبري في تفسيره باسناده عن عطاء بن يسار، قال: كان بين الوليد وعلي كلام، فقال الوليد: انا أبْسَطُ منك لساناً، وأحَدُّ منك سَناناً، وأرَدُّ منك للكتيبه.

فقال علي: «أُسكت فإنك فاسق».
فأنزل اللّه فيهما: «أَفَمَن كَانَ مُؤْمِنًا كَمَن كَانَ فَاسِقًا» ـ الآية.